# Francisco Robles Toro
Francisco Ignacio Robles Toro (Valparaíso, Chile; 22 de enero de 2001) es un futbolista chileno. Juega de delantero.

## Trayectoria
Robles entró a las inferiores del Everton de Viña del Mar en 2010, y debutó en el primer equipo el 26 de septiembre de 2020 ante Universidad Católica.
Para la temporada 2022, fue cedido al Club de Deportes Melipilla de la Primera B.

## Estadísticas
| Club              | Div.          | Temporada     | Liga  | Liga  | Copas nacionales | Copas nacionales | Torneos internacionales | Torneos internacionales | Total | Total |
| Club              | Div.          | Temporada     | Part. | Goles | Part.            | Goles            | Part.                   | Goles                   | Part. | Goles |
| ----------------- | ------------- | ------------- | ----- | ----- | ---------------- | ---------------- | ----------------------- | ----------------------- | ----- | ----- |
| Everton · Chile   | 1.ª           | 2020          | 3     | 0     | —                | —                | —                       | —                       | 3     | 0     |
| Everton · Chile   | 1.ª           | 2021          | 2     | 0     | 3                | 0                | —                       | —                       | 5     | 0     |
| Everton · Chile   | Total club    | Total club    | 5     | 0     | 3                | 0                | 0                       | 0                       | 8     | 0     |
| Melipilla · Chile | 2.ª           | 2022          | 10    | 2     | 1                | 0                | —                       | —                       | 11    | 2     |
| Melipilla · Chile | Total club    | Total club    | 10    | 2     | 1                | 0                | 0                       | 0                       | 11    | 2     |
| Total carrera     | Total carrera | Total carrera | 15    | 2     | 4                | 0                | 0                       | 0                       | 19    | 2     |
| 1. 2.             |               |               |       |       |                  |                  |                         |                         |       |       |